# Церковь Шотландии

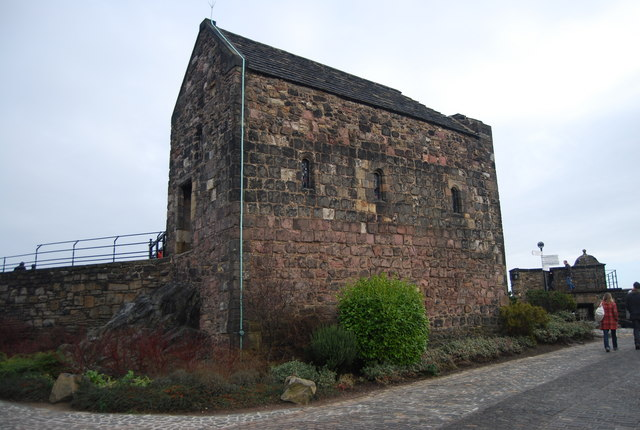
Часовня св. Маргариты Шотландской в Эдинбургском замке, Эдинбург.

Церковь Шотландии (англ. Church of Scotland, скотс Kirk o Scotland, гэльск. Eaglais na h-Alba) — национальная пресвитерианская церковь Шотландии, возникшая в эпоху Реформации.

## Роль в шотландском обществе
В настоящее время около 42% населения Шотландии относят себя к приверженцам этой церкви, а официальное количество её прихожан составляет 600 тысяч человек (12% шотландцев (данные на 2001 г.)). Общее количество священнослужителей церкви превышает 1400 человек, количество церковных приходов в Шотландии — около 1500, объединенных в 43 пресвитерия.
В отличие от Церкви Англии, Церковь Шотландии не подчинена государству и, являясь национальной по своему характеру, юридически не признаётся «государственной церковью». Монарх Великобритании не является главой шотландской церкви, как, впрочем, и английской (хотя в Церкви Англии он является верховным правителем, главным распорядителем имущества). В соответствии с Актом об Унии 1707 г., британский монарх обязан приносить клятву защищать безопасность Церкви Шотландии. На заседаниях генеральной ассамблеи, высшего органа управления Церкви Шотландии, монарха представляет лорд Верховный комиссар, имеющий, однако, чисто представительские функции.
Через систему священнослужителей церковь обеспечивает своё присутствие во всех приходах Шотландии (обычно по одному священнику на приход). Помимо заботы о прихожанах, церковь также берёт на себя обязанность по служению в интересах всех шотландцев, в частности большинство кладбищ находятся в ведении Церкви Шотландии. Кроме того, путём перераспределения финансовых средств из богатых приходов центральной части страны, поддерживается религиозная жизнь в отдалённых уголках Шотландии. Церковь также участвует в обеспечении всеобщности образования, с целью, главным образом, чтобы каждый человек мог прочесть Библию, однако со второй половины XIX века школы изъяты из ведения церкви. Церковь Шотландии также является крупнейшим институтом социальной поддержки различных групп населения страны, включая престарелых, зависимых от алкоголя и наркотиков, душевнобольных и бездомных.
Церковь Шотландии исторически всегда активно участвовала в политической жизни страны. В настоящее время в церкви действует специальный комитет по отношениям между церковью и обществом. Церковь выступает резко против программ ядерного вооружения, поддерживает передачу части функций центральной администрации Великобритании на региональный и местный уровни, активно участвовала в движении за расширение шотландской автономии, приведшем к воссозданию в 1997 г. парламента Шотландии.
В 2022 году представители церкви Шотландии и Католической церкви Шотландии подписали совместную «Декларацию Св. Маргариты (Шотландской)» об установлении взаимопонимания и дружеских отношениях с Католической Церковью.

## Позиция по современным этическим проблемам
- Аборты. Эмбрион является человеческим существом с момента зачатия, и поэтому искусственное прерывание беременности возможно только в случае угрозы жизни матери. (Постановление генеральной ассамблеи 1996 г.)
- Усыновление. Главный принцип: интересы детей прежде всего. Наилучшие условия для ребёнка могут быть созданы только в парах, заключивших брак, однако церковь поддерживает также предложения по разрешению совместного усыновления детей парами, не находящимися в брачных отношениях, в том числе лицами одного пола. (Заявление церкви 2005 г.)
- Регистрованные партнёрства. Вопрос о совершении церковных церемоний с лицами, вступившими в партнёрства (в том числе однополые), передан на усмотрение приходских священнослужителей. Совершение церковных обрядов, связанных с заключением однополого союза, не является дисциплинарным проступком священника, но в то же время каждый священнослужитель имеет право отказаться от их совершения. (Постановление генеральной ассамблеи 2006 г.)
- Эвтаназия. Церковь Шотландии выступает против любых форм эвтаназии. (Заявление церкви 2006 г.)

## Организация и управление

Современный логотип Церкви Шотландии

В организационном плане Церковь Шотландии построена на пресвитерианских принципах церковного управления. С недавнего времени в Церкви присутствует пост епископа. Низовым звеном организации являются конгрегации (congregation), управляемые церковными сессиями (Kirk Session), в которые входят, обычно, один священнослужитель (minister) и несколько авторитетных прихожан — «старейшин» (elder), избираемых населением на длительные сроки. Церковные сессии подчиняются региональным коллегиальным органам управления — пресвитериям, которые формируются из представителей приходов данного региона. В настоящее время в Церкви Шотландии действуют более 40 пресвитериев. Высший орган управления церковью — генеральная ассамблея, собирающаяся ежегодно в Эдинбурге. В современной структуре церкви отсутствуют синоды как промежуточное звено между пресвитериями и ассамблеей, упразднённые в начале 1990-х гг.
Каждый из органов структуры управления Церкви Шотландии возглавляется модератором (moderator). В церковных сессиях функции модератора обычно выполняет священнослужитель, а пресвитерии и генеральная ассамблея избирают модератора из своего состава на один год. Модератор выполняет представительские и организационные функции, однако не имеет каких-либо особых прав или привилегий в церковных вопросах, а также не является официальным представителем церкви. Штаб-квартира Церкви Шотландии расположена в Эдинбурге в здании на Джордж-Стрит 121, построенном по проекту Сиднея Митчела в 1909—1911 гг.

## История

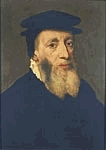
Джон Нокс, основатель Церкви Шотландии

У истоков организации Церкви Шотландии стоял лидер шотландской Реформации Джон Нокс. Прибыв в страну в 1559 г., Нокс, будучи учеником Жана Кальвина, возглавил движение шотландского дворянства и горожан против католической церкви. Уже в 1560 г. Реформация одержала победу: парламент Шотландии утвердил ликвидацию юрисдикции папы римского и протестантский символ веры. Решения парламента были ратифицированы королём Яковом VI в 1572 г. На протяжении следующего столетия в Шотландии шла борьба между сторонниками и противниками упразднения епископата. Идеологическим лидером борцов за чистое пресвитерианство был Эндрю Мелвилл, чьи взгляды легли в основу современной пресвитерианской системы церковного управления. В конце XVI века верховным органом шотландской церкви стала генеральная ассамблея. Однако постепенно королю удалось возродить роль епископов и уменьшить влияние коллегиальных органов церкви.
После вступления на престол Шотландии Карла I в 1625 г. королевская власть начала наступление на самостоятельность Церкви Шотландии. Карл I попытался ввести в пресвитерианское богослужение англиканскую литургию, что вызвало в 1637 г. восстание в Шотландии, переросшее во всеобщее движение в защиту пресвитерианской церкви. В начале 1638 г. восставшими были подписан «Национальный ковенант», заложивший догматическую основу шотландской церкви, а вскоре генеральная ассамблея приняла решение об упразднении епископата. Попытки короля подавить движение завершились победой ковенантеров в Епископских войнах 1639—1640 гг. Шотландцы пошли на союз с английским парламентом, и по результатам совместной работы теологов обоих государств, в 1647 г. церковь Шотландии утвердила «Вестминстерское исповедание», которое до настоящего времени является главным источником пресвитерианской доктрины.
Пост епископа в шотландской церкви был восстановлен после Реставрации 1660 г. Ковенантеры продолжили борьбу, но лишь после Славной революции, в 1690 г., пресвитерианская система получила законодательные гарантии государства. При этом выделилась самостоятельная Шотландская епископальная церковь.
Тем не менее в стране сохранилось серьёзное противоречие между независимостью Церкви Шотландии и шотландским гражданским правом. Обычные суды продолжали вмешиваться в церковные дела, особенно в вопрос назначения священнослужителей. Это вызвало расхождение во взглядах между различными течениями в шотландской церкви, что в 1843 г. привело к расколу: сторонники полной автономии церкви от светских властей образовали Свободную церковь Шотландии. Сформировалось ещё несколько религиозных организаций пресвитерианского толка, оппозиционных официальной Церкви Шотландии. Лишь в 1921 г., когда парламент Великобритании принял «Закон о Церкви Шотландии», установивший полный суверенитет церкви в религиозной сфере, сложились условия для объединения пресвитерианских организаций. В 1929 г. Объединенная свободная церковь (создана в 1900 г. из Объединенной пресвитерианской церкви и большинства членов Свободной церкви) вновь вошла в состав Церкви Шотландии.
Некоторые независимые пресвитерианские религиозные организации продолжают существовать. Это, например, Свободная церковь (на основе той части, которая отказалась от объединения в 1900 г.), Объединенная свободная церковь Шотландии, Ассоциированные пресвитерианские церкви.

## Доктрина и обряды

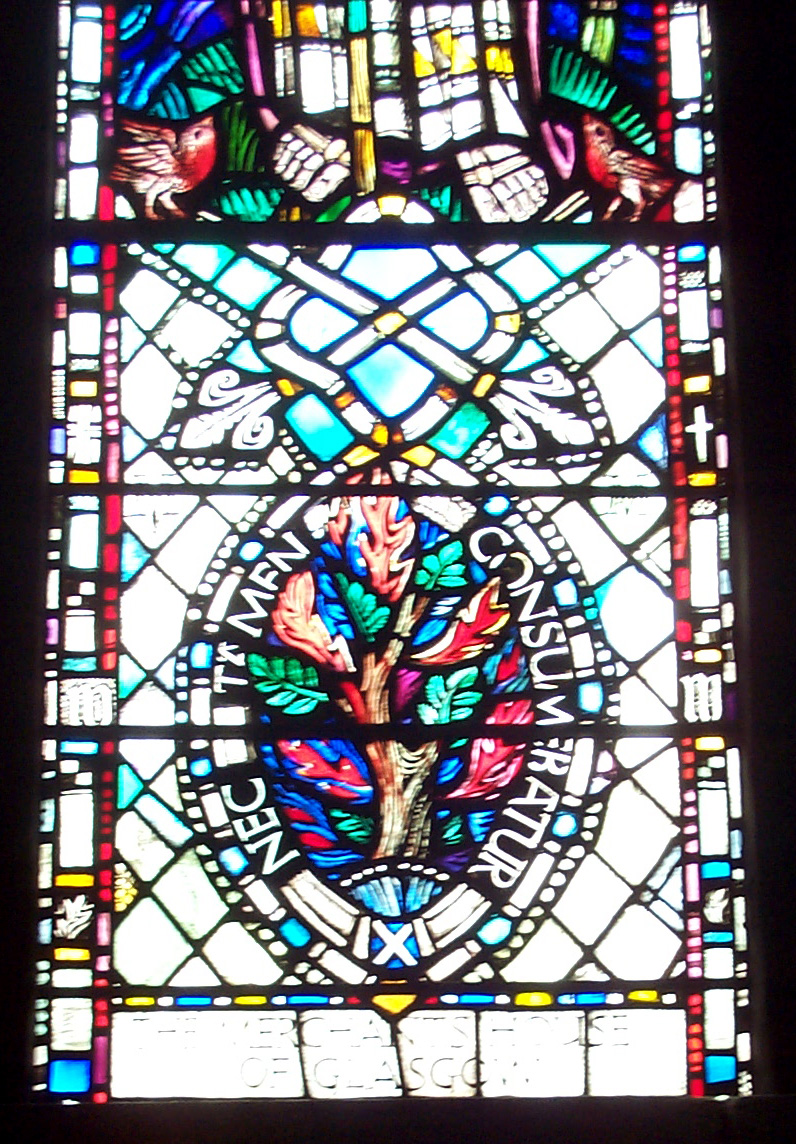
Витраж в соборе Св. Мунго, Глазго, с девизом Церкви Шотландии «nec tamen consumebatur»

Как и у всех христианских церквей догматической основой вероисповедания, принятого Церковью Шотландии, является Библия. Следующий по значимости документ, содержащий общие принципы толкования Святого писания, — «Вестминстерское исповедание» 1647 г.
Церковь Шотландии не имеет обязательного к использованию молитвенника, однако существуют официальные книга церковных гимнов и «Руководство по общественному богослужению», которое определяет порядок осуществления церковных обрядов. Традиционно в шотландской церковной службе большую роль играет пение псалмов, однако в последнее время растёт значение других видов церковной музыки. Обычно служба в Церкви Шотландии продолжается около часа и состоит из чередования пения гимнов и молитв, а кульминация наступает во время пятнадцатиминутной проповеди в конце службы. Обедня в пресвитерианской церкви не используется. В то же время приходские священнослужители имеют достаточно широкую свободу в выборе стиля и способа богослужения, поэтому иногда службы могут выглядеть немного экспериментально. В настоящее время во многих приходах используются современные сборники церковных песнопений, отражающие последние тенденции в церковной музыке. Кроме того, расширяется участие прихожан в осуществлении богослужения.
Будучи протестантской церковью, пресвитерианство признаёт только два церковных таинства: крещение и евхаристию (причастие). Церковь Шотландии практикует крещение как взрослых верующих, так и детей. Причастие может принимать приверженец любой христианской конфессии. Церковь Шотландии очень серьёзно подходит к таинству святого причастия, и большинство приходских церквей совершают евхаристию лишь три или четыре раза в год.
Теологически, Церковь Шотландии является одной из реформистских церквей кальвинистской веры. Однако, поскольку одним из основополагающих принципов церкви является «свобода мнений по вопросам, не касающимся существа вероучения», шотландская церковь достаточно терпимо относится к различным религиозным и этическим взглядам в рамках кальвинистской доктрины.
Церковь Шотландии входит в состав организации «Совместное действие церквей в Шотландии» и через её комитет по церковным делам взаимодействует с другими религиозными организациями страны. Современное сотрудничество шотландских пресвитериан с представителями других конфессий контрастирует с резкой враждебностью церкви к ирландским католикам — иммигрантам в начале XX века. Церковь Шотландии также является членом Всемирного совета церквей и Конференции европейских церквей.
Девиз Церкви Шотландии — nec tamen consumebatur (лат.): «Ещё не сгорел» (парафраз стиха 3:2 из книги Исход о горящем, но несгорающем кусте).

## Проблемы и реформы
В настоящее время Церковь Шотландии испытывает ряд серьёзных проблем. Начиная с 1950-х гг. количество прихожан неуклонно снижается, существуют финансовые проблемы, нерешённость правового статуса старинных культовых зданий. До недавнего времени церковь испытывала недостаток священнослужителей, хотя в последние годы численность желающих стать священниками стала расти. Актуальна также проблема увеличения среднего возраста прихожан церкви.
С 1958 г. все должности в Церкви Шотландии открыты для женщин на равных основаниях с мужчинами. В настоящее время женщины составляют большинство обучающихся на пост священнослужителя. Однако лишь в 2004 г. женщина была впервые выбрана модератором генеральной ассамблеи (Элисон Эллиот). Она же стала первым светским лицом, избранным на этот пост со времени Джорджа Бьюкенена в середине XVI века.
Ещё с периода Реформации одним из главных принципов Церкви Шотландии является утверждение, что она является ecclesia reformata semper reformanda (лат. — реформированная церковь, всегда находящаяся в процессе реформ). Одним из последних проявлений реформатского духа шотландской церкви является отчёт генеральной ассамблеи 2001 г. «Церковь без стен», в котором акцент сделан не на церковные институты, а на обычную жизнь прихожан.